# Jacques Daléchamps
Jacques Daléchamps o D'Aléchamps, Caen 1513- Lyon 1 de març de 1588 va ser un metge, filòleg i botànic francès.
Es doctorà a la universitat de Universitat de Montpeller el 1547. El 1552 s'instal·là a Lió on exercí la medicina.

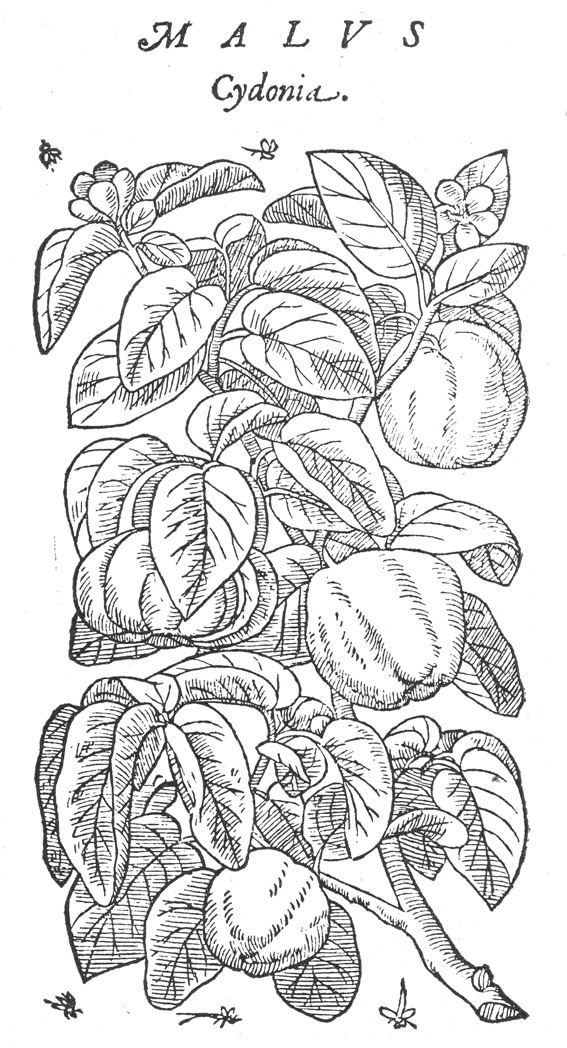
Il·lustració de Cydonia oblonga treta de la Historia generalis Plantarum.

La seva obra més important porta el títol de Historia generalis plantarum (1586-1687), és una compilació de tots els coneixements botànics de la seva època. També rep el nom de Historia plantarum Lugdunensis perquè descriu la flora de Lió (Lugdunum). Algunes parts d'aquest llibre van ser escrites per Jean Bauhin i Jean Des Moulins. L'obra descriu 2731 plantes.
El 1572 traduí l'obra del metge Galè (Administrations anatomiques de Claude Galien, traduictes fidèlement du grec en françois par M. Jaques Dalechamps, … corrigées en infinis passages avec extrême diligence du traducteur). També traduí altres autors clàssics com Plini el Vell.
Charles Plumier li dedicà el gènere biològic Dalechampia dins la família euforbiàcia 

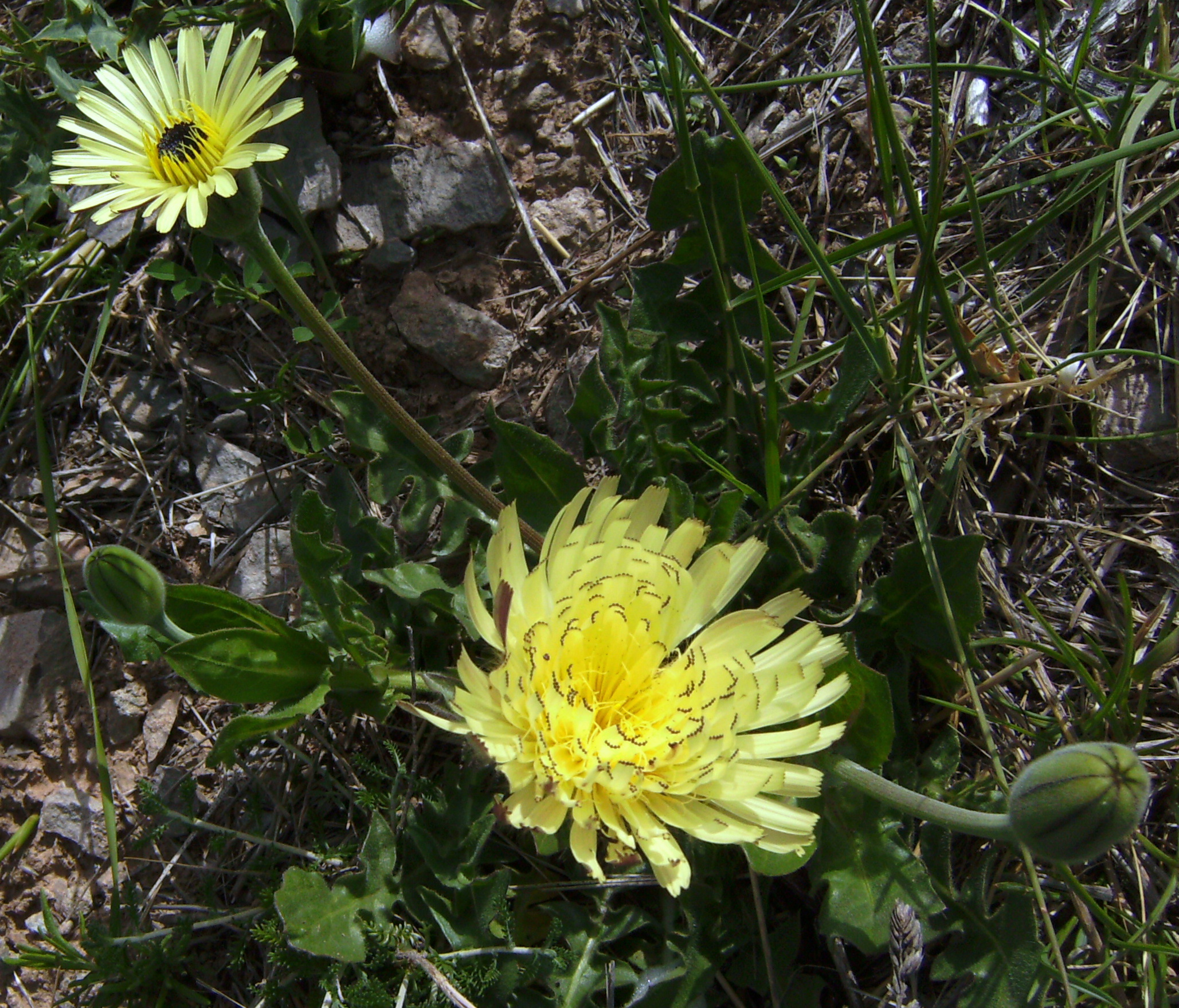
Flors Urospermum dalechampii

Urospermum dalechampii (amargot) és una altra planta que li és dedicada.

## Publicacions
- Historia generalis plantarum. Lyon, chez Guil. Roville, 1586.
- una edició d'Athénée, amb la traducció al llatí i comentaris, 1598
- Chirurgie Françoise. Avec plusieurs figures des Instrumens nécessaires pour l'operation manuelle: et depuis augmentee d'autres annotations sur tous les chapitres. Ensemble de quelques traictez des operations de chirurgie, facilitees & esclaircies par M. Jean Girault, Chirurgien Juré, fort celebre à Paris: avec les figures des instruments de Chirurgie. París, Olivier de Varennes, 1610. La Chirurgie française de Dalechamps és una obra actualment molt rara.
- Histoire générale des Plantes contenant VIII livres également departis en deux tomes : Sortie latine de la Bibliothèque de Me Jacques Dalechamps puis faite par Françoise par Me Jean des Moulins, mèdecins très-fameux de leur siècle, où sont pourtraités et descrites infinies plantes par les noms propres de diverses Nations, leurs espèces, forme, origine, saison, temperament naturel et vertus convenables à la mèdecine, avec un indice contenu au commencement du second, tome très utile et très nécessaire pour monstrer les proprietez des Simples, et donner guérison à toutes les parties du corps humain. Ensemble les tables des noms en diverses langues. Lyon, Guillaume Rouillé, 1615. Primera edició en francès. Traduïda del llatí al francès per Jean de Moulins.